# Berlinale 1982
La Berlinale 1982, 32e édition du festival international du film de Berlin (32. Internationalen Filmfestspiele Berlin), s'est tenue du 12 au 23 février 1982.

## Jury
- Joan Fontaine  États-Unis, présidente du jury
- Brigitte Fossey  France
- Vladimir Baskakov  Russie
- Joe Hembus  États-Unis
- László Lugossy  Hongrie
- Gian Luigi Rondi  Italie
- Helma Sanders-Brahms  Allemagne
- Mrinal Sen  Inde
- David Stratton  Australie

## Sélections

### Compétition
La sélection officielle en compétition se compose de 20 films.
- Absence de malice (Absence of Malice) de Sydney Pollack
- An Unsuitable Job for a Woman de Chris Petit
- La Rencontre (Beyroutou el lika) de Borhane Alaouié
- Willful Murder (Nihon no Atsui Hibi Bōsatsu: Shimoyama Jiken) de Kei Kumai
- Bürgschaft für ein Jahr de Herrmann Zschoche
- L'Assassin candide (Den Enfaldige Mördaren) de Hans Alfredson
- Le Secret de Veronika Voss de Rainer Werner Fassbinder
- Dreszcze de Wojciech Marczewski
- Eine deutsche Revolution (Die Sehnsucht der Veronika Voss) de Helmut Herbst
- La Fille aux cheveux roux (Het meisje met het rode haar) de Ben Verbong
- Le Marquis s'amuse (Il marchese del Grillo) de Mario Monicelli
- L'Amour des femmes de Michel Soutter
- Les Gars (Muzhiki!) de Iskra Babich
- Requiem de Zoltán Fábri
- Romanze mit Amelie de Ulrich Thein
- Saraba, adieu ma terre natale (Saraba itoshiki daichi) de Mitsuo Yanagimachi
- The Killing of Angel Street de Donald Crombie
- Une étrange affaire de Pierre Granier-Deferre
- Xiang qing de Hu Bingliu et Wang Jin
- Tzlila Chozeret de Shimon Dotan

### Hors compétition
9 films sont présentés hors compétition.
- Butterfly de Matt Cimber
- Coup de torchon de Bertrand Tavernier
- Doux moments du passé (Dulces horas) de Carlos Saura
- Feine Gesellschaft - beschränkte Haftung d'Ottokar Runze
- Großstadtzigeuner d'Irmgard von zur Mühlen
- Kraftprobe de Heidi Genée
- Concile d'amour (Liebeskonzil) de Werner Schroeter
- Mille milliards de dollars de Henri Verneuil
- C'est ma vie, après tout ! (Whose Life Is It Anyway?) de John Badham

### Forum
- La Guerre d'un seul homme de Edgardo Cozarinsky

## Palmarès
Les prix décernés sont : 
- Ours d'or : Le Secret de Veronika Voss de Rainer Werner Fassbinder
- Ours d'argent (Grand prix du jury) : Dreszcze de Wojciech Marczewski
- Ours d'argent du meilleur acteur : 
  - Michel Piccoli dans Une étrange affaire
  - Stellan Skarsgård dans L'Assassin candide
- Ours d'argent de la meilleure actrice : Katrin Saß dans Bürgschaft für ein Jahr
- Ours d'argent du meilleur réalisateur : Mario Monicelli pour Le Marquis s'amuse
- Ours d'argent extraordinaire : Zoltán Fábri pour Requiem

- Mentions d'honneur :
  - Les Gars (Muzhiki!)
  - Absence de malice
  - The Killing of Angel Street
- Ours d'or d'honneur : James Stewart
- Courts-métrages
  - Ours d'or : Loutka, prítel cloveka de Ivan Renč
  - Ours d'argent (prix du jury) : Les Trois Moines de Xu Jingda